# 2018 في الصومال
فيما يلي قائمة بأحداث العام 2018 في الصومال:

## السياسة
- الرئيس - محمد عبدالله محمد
- رئيس مجلس الوزراء - حسن علي خيري

## الأحداث

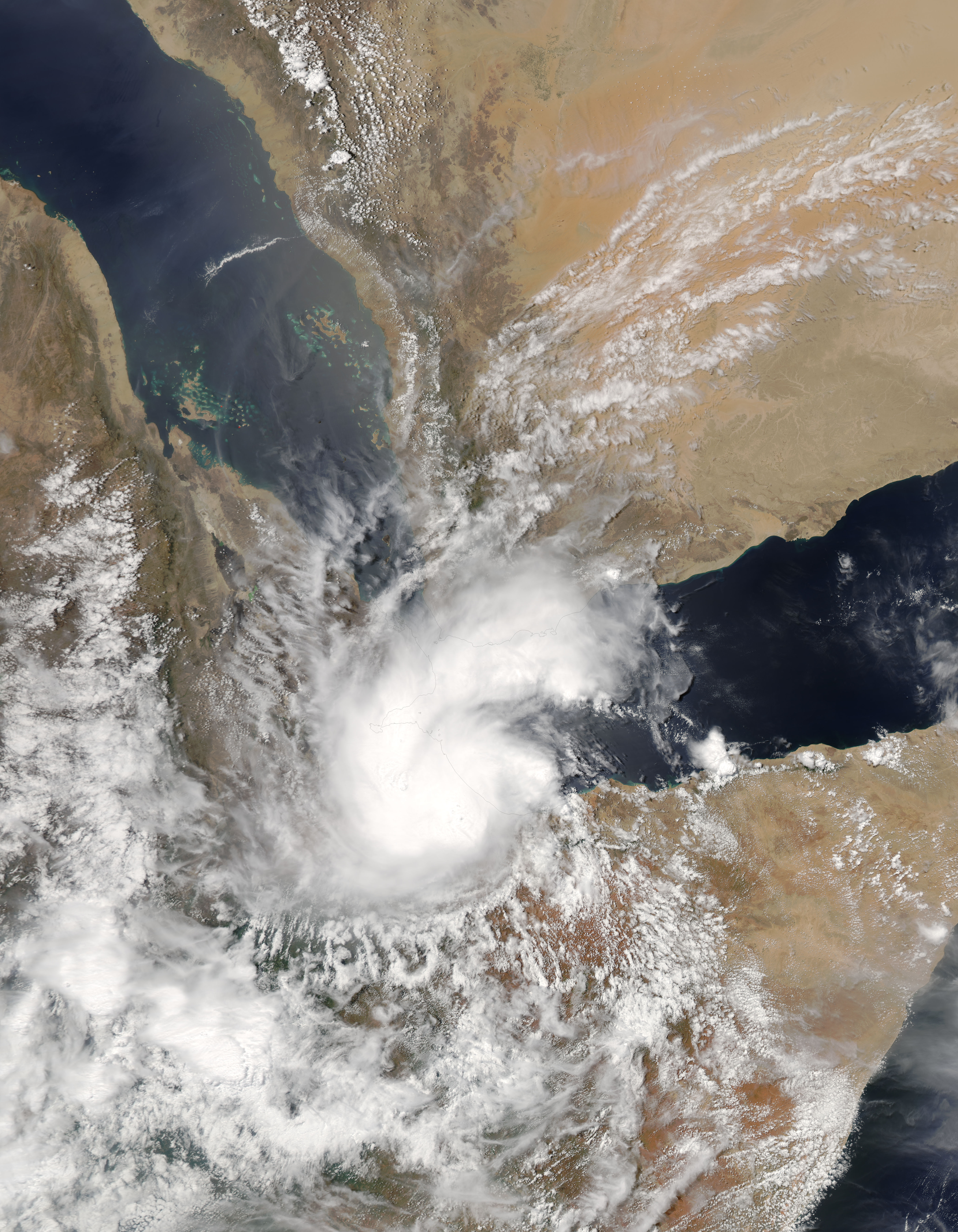
إعصار سجار بعد ملامسته اليابسة في 19 مايو

- 23 فبراير - هجمات مقديشو فبراير 2018
- 1 أبريل - الهجوم على قاعدة الاتحاد الأفريقي في بولو مرير
- 19 مايو - إعصار ساجار يصل إلى اليابسة، ما أسفر عن مقتل 31 شخصًا في الصومال

## وفيات
- 14 مايو - عبد الرحيم عابي فرح ، دبلوماسي وسياسي (مواليد 1919). [1]